# 遠TONE音
遠TONE音是由演奏尺八的三塚幸彦、演奏日本筝的小野美穗子以及演奏吉他的曽山良一三人组成的组合。Northern Lights Records是他们自助创立的一个厂牌，以便自费出版专辑。

## 团体名称由来
三塚和曽山是卡洛斯·山塔那的歌迷，曽山曾购买《Guitar magazine》的山塔那特辑，其中重复的一句话是“僕のトーンは”。三塚称：“トーン是tone的罗马字发音，尺八世界也有著名的乐曲《鹿の遠音》，乐曲的远音扣动心弦，遠音就来自与此”，组合名称遠音漢字間插入TONE作配合。
遠TONE音标识的漢字部分是由曽山用毛笔書写的。

## 专辑作品
The music of Earth [NLRCD-5039](1991年)
1. アンヌプリ
2. カッコーの森
3. 風
4. 石狩川
5. 地球岬
6. 神(カムイ )
7. 陽光
8. 出発(たびだち )

The music of Earth II/2nd  [NLRCD-5069](1992年)
1. はるにれの木
2. 十勝野
3. Toypira(トイピラ )
4. The music of EARTH 电影《ただひとたびの人》主题曲，作曲。
5. 砂山 作曲中山晋平、 电影《ただひとたびの人》插曲。
6. はまなす
7. 大地
8. TOYA

The music of Earth/3rd [NLRCD-5099] (1995年)
1. 北飛行 (Riding the Northern Sky )
2. 遠野 (Tohno )
3. 夏雨 (Summer Rain )
4. 子守歌 (Lullaby )
5. 霧の日 (Misty Day )
6. 夢飛め（ゆめひめ） (Give Wings Your Dreams )
7. 花伝説 (The Legend of Flowers )
8. 郷愁 (Going Home )
9. 旅 (Journey )
10. 道 (Our Own Way ) 此曲被歌手簔谷雅彦作詩演唱，收录到单曲CD中，常与歌手CIRCUS共演。

四季 [NLRCD-5101] (1999年)
1. 冬（ Winter）
2. 春（ Spring）
3. 夏（ Summer）
4. 秋（ Autumn）

The music of Earth/4th（Warmth） [NLRCD-5104] (2003年)
1. 星空(A Starlit Sky )
2. 風薫る(With Fresh Breezes )
3. 樹もれ日(Sunlight through the Leaves )
4. 希望(Hope )
5. 時の流れ(The Passage of Time )
6. おもいで(Recollections )
7. 錦秋(Golden Autumn )
8. 江差(Esashi )
9. 夜明け(Dawn )
10. 雪(Snow Flurries )

遠TONE音　Chiristmas [NLRCD-5111] (2006年)
1. サンタが街にやってくる (Santa Claus Is Comin' To Town )
2. 赤鼻のトナカイ～ジングルベル (Rudolph The Red Nosed Reindeer ～ Jingle Bells )
3. ホワイト・クリスマス (White Christmas )
4. ママがサンタにキスをした (I Saw Mommy Kissing Santa Claus )
5. きよしこの夜 (Silent Night )
6. もろびとこぞりて (Joy to the World )
7. 主よ、人の望みの喜びよ (Jesu, Joy Of Man's Desiring )
8. あら野のはてに (Gloria in Excelsis Deo )
9. 神の御子は今宵しも (O Come, All Ye Faithful )
10. ウィ・ウィッシュ・ユー・ア・メリー・クリスマス (We Wish You A Merry Christmas )
11. ひいらぎ飾ろう 賛美歌第二編 129番 (Deck the Hall )
12. もみの木 (O Christmas Tree )
13. アヴェ・マリア (Ave Maria )
14. 牧人ひつじを (The First Noel )

遠TONE音 [CHCB-10072] (2007年)
录音、混音：西聰一郎（ichiro），Mastering：川崎洋 。
1. 潮騒
2. 流水
3. 峠
4. 森
5. 遠野II
6. 雪景色
7. 茜雲
8. 古道
9. 祈り